# Departamento de Nioro du Rip
Nioro de Rip es uno de los 45 departamentos de Senegal y uno de los 3 departamentos de la región de Kaolack.

## Administración
El departamento constituye la parte sudeste de la región de Kaolack. 
Su capital es Nioro du Rip.
Comprende los tres distritos siguientes :
- Distrito de Médina Sabakh
- Distrito de Paoskoto
- Distrito de Wack Ngouna

Dos localidades tienen el estatus de comunas:
- Nioro du Rip
- Keur Madiabel

## Historia
En 2007 ocho sitios o monumentos del departamento figuran sobre la lista del patrimonio clasificado en Senegal. Se trata de :
- Tata de Maba Diakhou Bâ a Nioro
- Mausoleo de Mame Diarra Bousso a Prokhane
- Pozo de Mame Diarra Bousso
- Cae de Matar Kalla Dramé, a Ndimb Dramé
- Sitio megalítico de Sine Ngayène
- Sitio megalítico de Mbolop Tobé, al pueblo de Kolomba
- Sitio megalítico e Sine Wanar
- Mezquita de Kabakoto

## Geografía

### Población
Durante el censo de diciembre 2002, la población era de 262 571 habitantes. 
En 2005, estaba estimada a 282 175 personas.  